# 영천군 을
영천군 을은 대한민국의 옛 국회의원 선거구이다. 당시 경상북도 영천군의 일부 지역을 관할했다.

## 역사
제헌 국회의원 선거를 앞두고 영천군의 일부 지역을 관할하는 선거구로 신설되었다. 신설 당시 영천군 자양면, 임고면, 고경면, 북안면, 대창면, 금호면을 관할했다.
제6대 국회의원 선거를 앞두고 영천군 갑, 을 선거구가 통합되어 영천군 단독 선거구를 이루게 됨에 따라 폐지되었다

## 역대 국회의원
| 선거   | 정당 | 정당               | 의원   |
| ------ | ---- | ------------------ | ------ |
| 1948년 |      | 대한독립촉성국민회 | 이범교 |
| 1950년 |      | 무소속             | 조규설 |
| 1954년 |      | 무소속             | 권중돈 |
| 1958년 |      | 민주당             | 권중돈 |
| 1960년 |      | 민주당             | 권중돈 |

## 역대 선거 결과

### 대한민국 제헌 국회의원 선거
| 대한민국 제헌 국회의원 선거경상북도 영천군 을 |        |                    |        |        |      |      |  |
|                                               |        |                    |        |        |      |      |  |
| 후보                                          | 후보   | 정당               | 득표   | 득표율 | 당락 | 비고 |  |
|                                               | 이범교 | 대한독립촉성국민회 | 무투표 | 무투표 | 당선 |      |  |
| 합계                                          | 합계   | 합계               | 0표    |        |      |      |  |

### 대한민국 제2대 국회의원 선거
|  | 36.06% |

|  | 26.05% |

|  | 19.37% |

|  | 9.55% |

|  | 8.95% |

### 대한민국 제3대 국회의원 선거
|  | 32.40% |

|  | 29.25% |

|  | 20.19% |

|  | 18.15% |

### 대한민국 제4대 국회의원 선거
|  | 42.49% |

|  | 38.33% |

|  | 19.16% |

### 대한민국 제5대 국회의원 선거
|  | 61.73% |

|  | 20.46% |

|  | 17.79% |

|  | 0% |